# Електренај
Електренај (литв. Elektrėnai, рус. Электренай, пољ. Elektreny) је град у Литванији. Он се налази на северном делу земље. Електренај чини самосталну општину у оквиру округа Вилњус.
Град се налази између два највећа литванска града, Вилњуса и Каунаса.
Према последњем попису из 2001. године у Електренају је живело 14.050 становника. Од тога Литванци чине 81%, а Руси и Пољаци по 7%.
Електренај је пре свега познат по нуклеарној централи, по којој је град и добио назив.

## Галерија слика
- Панорама Електренаја
- Електренајско језеро
- Римокатоличка црква у граду